# 툴리
《툴리》(영어: Tully 털리[*])는 2018년 개봉한 미국의 코미디 드라마 영화이다. 《주노》(2007)와 《영 어덜트》(2011)에 이은, 제이슨 라이트먼 감독과 디아블로 코디 각본가의 세 번째 협업 작품으로, 삼 남매의 엄마와 야간 보모의 만남을 다룬다. 샬리즈 세런, 매켄지 데이비스 등이 출연하였다.
2018년 5월 4일 제34회 선댄스 영화제에서 전 세계 최초로 상영되었다. 샬리즈 세런은 이 영화를 통해 2019년 제76회 골든 글로브상 뮤지컬·코미디 영화 부문 여우주연상 후보에 올랐다.

## 줄거리
말로와 드루 부부는 예정에 없던 셋째 아이를 임신한다. 말로는 이미 육아로 고생이 이만저만이 아니었고, 잠도 제대로 자지 못하는 상황이었다. 특히 둘째 조나에게는 발달 장애가 있어 지속적으로 스트레스를 주었다. 말로의 부유한 남동생은 누나에게 야간 보모를 들여보면 어떻겠느냐는 제안을 하지만 말로는 형편도 안 되고 남에게 아이를 맡기기를 껄끄러워 해서 손사레를 친다. 머지 않아 아이가 태어나고, 말로는 아이 이름을 '미아'라고 짓는다. 곧 말로의 삶은 밤낮 없이 바빠진다. 조나네 학교 교장이 장애아인 조나를 제적하려고 하자 말로는 결국 폭발하여 화를 낸다. 결국 남동생와 남편의 제안을 받아들여 야간 보모를 들이기로 한다.
야간 보모인 '털리(툴리)'가 찾아온다. 젊고 개방적이며 조금 사근대는 털리를 말로는 처음에는 어색하게 여기지만, 털리는 능숙하게 매일 밤 갓난아이를 봐준다. 더구나 집안 청소에 과자를 구워 준비하는 등 놀라운 능력을 보여주고 그 덕분에 말로의 삶도 조금은 나아진다. 매일 밤 이야기하며 둘은 자매처럼 친근해진다. 하루는 성생활 이야기를 하다가 남편 드루의 성적 판타지로 화제가 옮겨가고, 털리는 웨이트리스 복장을 입고 드루를 유혹하는 장난도 친다.
그러다 어느 날 털리는 평소와는 다른 짜증스러운 얼굴로 출근해서는, 자기가 남자를 들이는 걸 싫어하는 룸메이트 때문에 싸웠다고 이야기한다. 털리는 곧 아기를 재워두고 시내로 놀러나가자고 꼬드긴다. 둘은 말로가 예전에 살았던 브루클린 부시윅으로 차를 타고 나간다. 둘은 클럽에서 술을 마시고, 남자 이야기를 한다. 그러다 갑자기 털리가 보모 일은 잠깐만 하려던 일이었다면서 일을 그만두고 떠나겠다고 통보한다. 놀란 말로는 아직 털리가 필요하다면서 가지 말라고 부탁하지만 털리는 이제 자기는 필요 없다고 한다. 말로는 털리와 말다툼을 하고, 젊고 아름다운 털리에 비해 임신 후 미모를 잃은 자기를 비관한다. 말로는 예전의 삶을 그리워하며 갑작스레 옛날 집을 찾아가서 문을 두들기다가, 모유가 새는 바람에 화장실로 와서 털리의 도움을 받아 처리한다. 두 사람은 차를 타고 돌아가다가 졸음에 빠져 탈선하고 차는 강물에 들이박힌다. 물속에서 말로는 털리가 인어가 되어 자기를 구해주는 환상을 본다.
말로는 병원에서 눈을 뜬다. 남편 드루가 그녀를 봐주고 있었다. 드루에게 담당의가 찾아와서, 말로가 지속적인 과로와 수면부족 증세를 보인다고 말한다. 야간 보모 덕분에 말로가 나아진 줄로만 알고 있던 드루는 의아해 하는데, 담당의가 보모에 대해 묻자 아무것도 대답하지 못한다. 접수처 직원이 말로의 혼전 성을 물어보고 드루는 '털리'라고 대답한다 ― '털리'는 즉 산후우울증과 육아 스트레스를 견디지 못한 말로가 만들어낸 환상의 존재로, 바로 예전의 젊은 자신이었던 것이다. 한편 말로의 병실에 털리가 찾아오고 둘은 그만 헤어지기로 한다.
시간이 흘러 말로는 퇴원하고 다시 육아의 삶으로 접어든다. 말로가 이어폰으로 음악을 들으며 식사 준비를 하자 드루가 다가와 이어폰을 공유하며 아내를 거든다.

## 출연
- 샬리즈 세런 - 말로 모로 역
- 매켄지 데이비스 - 털리 역
- 론 리빙스턴 - 드루 모로 역
- 애셔 마일스 펄리카 - 조나 역
- 리아 프랭클런드 - 세라 역
- 마크 두플라스 - 크레이그 프리호프 역
- 일레인 탠 - 엘리스 역 (크레이그의 아내)
- 거밀라 라이트 - 로리 역 (조나네 학교 교장)
- 다이앤 레인 - 코린 "서드 디그리" 번스 역
- 타티아나 존스 - 바이얼릿 역 (말로의 동네 친구)
- 매디 딕슨포리에이 - 에미 역 (크레이그와 엘리스 부부의 딸)
- 조슈아 박 - 댈러스 역 (로리 교장의 비서)
- 콜린 휠러 - 스마이스 의사 역 (말로가 입원한 병원의 담당의)

## 제작
본 촬영은 2016년 9월 22일 시작되었다. 촬영지는 캐나다 밴쿠버이다.
샬리즈 세런은 맡은 배역을 위해 22 kg 가까이 살을 찌웠다. 영화 촬영 후 1년 반이 걸려서야 다시 원래 체중으로 돌아갈 수 있었다.

## 기타 제작진
- 미술: 애너스테이샤 머자로
- 세트: 루이즈 로퍼, 캐린 위젤 홈스

## 수상 내역
- 제 20회 제주여성영화제 - 후보 여풍당당 그녀들 (제이슨 라이트먼)
- 제7회 무주산골영화제 - 후보 상영작 - 판 (제이슨 라이트먼)
- 제24회 크리틱스 초이스 시상식 - 후보 코미디 영화 여우주연상 (샬리즈 세런)
- 제76회 골든 글로브상 시상식 - 후보 여우주연상-뮤지컬·코미디 (샬리즈 세런)